# Athanasius Zuber

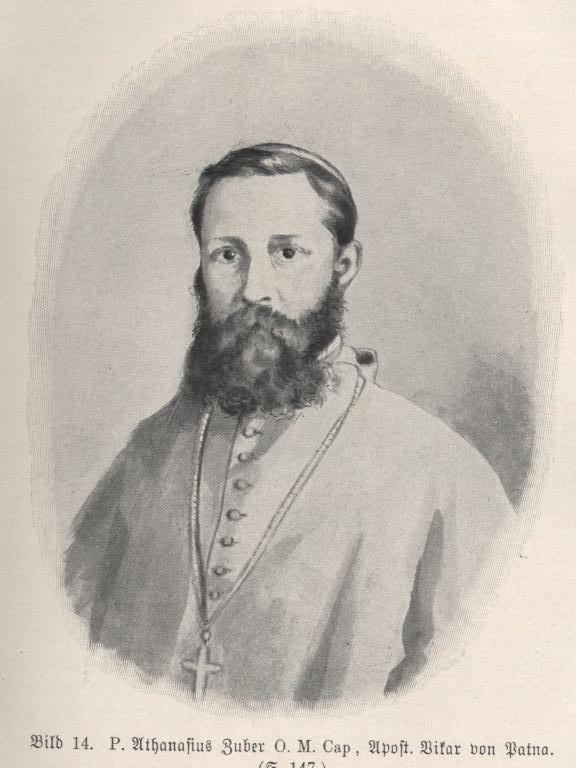
Bischof Athanasius Zuber

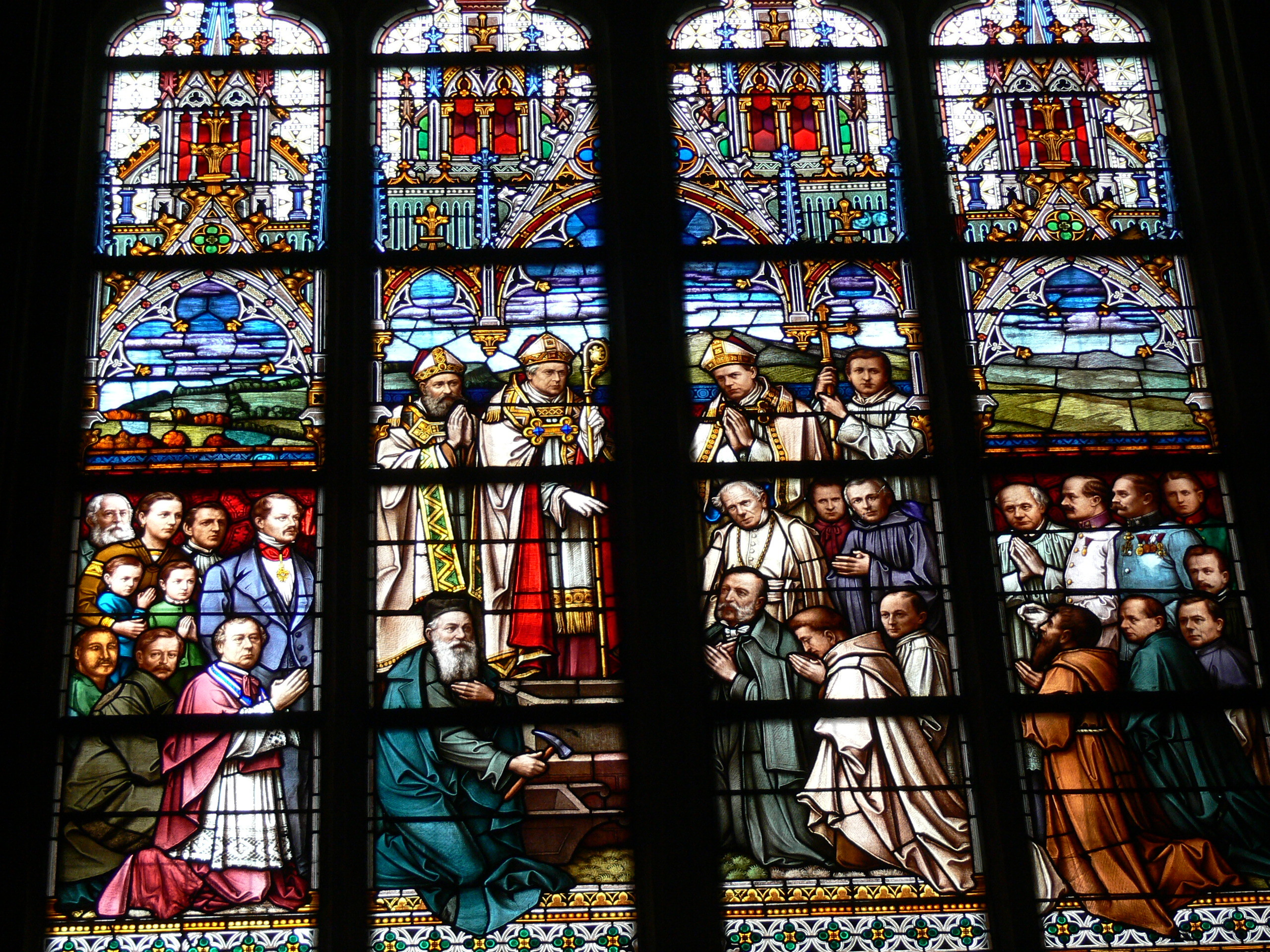
Glasfenster im Linzer Dom: Athanasius Zuber mittig links, als bärtiger Bischof mit Mitra, rechts vor ihm, mit Stab, Diözesanbischof Franz Joseph Rudigier

Athanasius Zuber OFMCap (* 2. Januar 1824 in Wien; † 14. Mai 1872 in Gmunden, Oberösterreich) war ein Kapuziner, Missionar in Indien, Titularbischof und Apostolischer Vikar von Patna.

## Leben und Wirken
Er wurde geboren als Sohn eines Wiener Kaufmannes, besuchte das Schottengymnasium und danach die Universität der Stadt. 1843 trat der junge Mann dem Kapuzinerorden bei und erhielt 1848 zu Nitra (Neutra) in der heutigen Slowakei die Priesterweihe. Danach wirkte er zu Preßburg und in Linz als Seelsorger.
Auf eigenes Ansuchen sandte man Pater Zuber in die Überseemission seines Ordens. 1850 ging er nach Rom und im Januar 1851 brach er nach Bombay auf. Dort traf er seinen Ordensbruder Anastasius Hartmann, zu jener Zeit Apostolischer Vikar von Patna und von Bombay. Hartmann sandte Zuber nach Patna, wo er am 16. Juli des Jahres eintraf. Hier im Vikariat Patna arbeitete der Österreicher nun die nächsten neun Jahre. Dabei wirkte er zunächst hauptsächlich in Benares, wo er unter großen Mühen die erste katholische Gemeinde aufbaute.
Am 8. März 1854 trat Athanasius Zuber die Nachfolge von Anastasius Hartmann, als Apostolischer Vikar von Patna an, gleichzeitig wurde er Titularbischof von Augustopolis in Phrygia. Die Bischofsweihe empfing er am 9. Juli des Jahres.
Zuber kümmerte sich mit großem Eifer um den sehr armen Sprengel und begab sich 1856 auf eine Europareise um Spenden zu sammeln. Er warb in Österreich, Deutschland, Italien und Frankreich für seine Anliegen und konnte auch eine Gruppe von Schwestern der Congregatio Jesu (Englische Fräulein) für sein Bistum gewinnen. Kaum war der Bischof nach Indien zurückgekehrt, kam es dort zum Aufstand von 1857, in dessen Verlauf auch Bischof Zuber und die Christen seines Vikariats, Verfolgungen und großen Gefahren ausgesetzt waren. Josephine Lorenz, die vom Bischof gerade erst in München für seine Diözese angeworbene Oberin der Englischen Fräulein, kam dabei mit einer weiteren Schwester in der Kirche von Danapur zu Tode, wo sich heute eine Gedenkstätte für sie befindet. Der Apostolische Vikar litt an einer tropisch bedingten Leberkrankheit und die Ärzte rieten dringend zur Rückkehr nach Europa. Dennoch harrte er auf seinem Posten aus, bis die Zerstörungen des Aufstandes beseitigt waren und sich die Mission wieder konsolidierte. Erst 1860 erbat Zuber in Rom die Entbindung von seinem Amt, die ihm Papst Pius IX. unter ausdrücklicher Anerkennung seiner ausgezeichneten Verdienste gewährte. Sein Vorgänger Anastasius Hartmann wurde nun erneut sein Nachfolger als Apostolischer Vikar von Patna.
Am 15. März 1860 verließ der österreichische Oberhirte sein Bistum und kam im Mai des Jahres in Europa an. In Wien besuchte er seine betagte Mutter und begab sich von dort ins Kapuzinerkloster Linz, von wo aus er weiter in der Seelsorge und bei der Ausübung von bischöflichen Funktionen (z. B. Firmungen und Priesterweihen) aushalf. 1871 übersiedelte Zuber, bereits überwiegend ans Bett gefesselt, ins Kapuzinerkloster Gmunden und verstarb dort 1872, im frühen Alter von 48 Jahren. Auf dem dortigen Friedhof fand er seine letzte Ruhestätte.
Im Linzer Mariä-Empfängnis-Dom existiert ein Buntglasfenster aus dem 19. Jahrhundert, das die Grundsteinlegung am 1. Mai 1862 zeigt und auf dem die dabei anwesenden Bischöfe Franz Joseph Rudigier, Ignaz Feigerle und Athanasius Zuber abgebildet sind.